# Демідов Кирило Олександрович
Кирило Олександрович Демідов (нар. 18 вересня 1995) — український футболіст, нападник.

## Життєпис

### Ранні роки
Вихованець ДЮСШ запорізького «Металурга». З 2009 по 2013 рік провів 29 матчів і забив 3 м'ячі у чемпіонаті ДЮФЛ.

### Клубна кар'єра

#### «Металург»
7 серпня 2013 дебютував за юніорську (U-19) команду «Металурга» у домашній грі проти «Севастополя», а за молодіжну (U-21) команду вперше зіграв 28 лютого 2015 року в виїзному поєдинку проти ужгородської «Говерли».
29 листопада 2015 року дебютував в основному складі «Металурга» у виїзному матчі Прем'єр-ліги проти луцької «Волині», в якому відіграв перший тайм, після чого був замінений на Романа Стефурака на початку другої половини зустрічі. Під час зимової перерви сезону 2015/16 років у зв'язку з процесом ліквідації клубу покинув «Металург». Всього за час виступів у складі запорізької команди провів 1 поєдинок у чемпіонаті, 14 поєдинків (в яких забив 2 м'ячі) в молодіжній першості та 24 матчі (в яких відзначився 2 голами) в юнацькому турнірі. 

#### «Металіст»
17 лютого 2016 року офіційно заявлений до складу харківського «Металіста». 5 березня того ж року дебютував за молодіжну (U-21) команду харків'ян у матчі проти луцької «Волині».  Так і не зігравши жодного офіційного матчу за першу команду, залишив «Металіст».

#### «Гірник-Спорт» та «Нікополь»
Напередодні старту сезону 2016/17 років перебрався в «Гірник-Спорт», проте вже в січні 2017 року залишив колектив з Горішніх Плавнів. Наприкінці січня 2017 року відправився на перегляд у «Німан». Дебютував у футболці гродненського клубу в програному (1:4) товариському матчі проти «Мінська». Кирило вийшов на поле на 46-й хвилині, проте вже на 69-й хвилині гродненці зняли з гри молодого нападника. Проте «Німану» Демідов не підійшов і 9 лютого 2017 року залишив розташування команди.
У середині липня 2017 року підписав контракт з «Нікополем». Зіграв 3 матчі в Другій лізі та 1 поєдинок у кубку України, після чого залишив клуб.

## Статистика виступів
Станом на 5 березня 2016
| Клуб                   | Ліга                 | Сезон   | Чемпіонат | Чемпіонат | Кубок | Кубок | Дубль | Дубль |
| Клуб                   | Ліга                 | Сезон   | Матчі     | Голи      | Матчі | Голи  | Матчі | Голи  |
| ---------------------- | -------------------- | ------- | --------- | --------- | ----- | ----- | ----- | ----- |
| «Металург» (Запоріжжя) | Прем'єр-ліга України | 2014/15 |           |           |       |       | 7     | 1     |
| «Металург» (Запоріжжя) | Прем'єр-ліга України | 2015/16 | 1         | 0         |       |       | 7     | 1     |
| «Металіст»             | Прем'єр-ліга України | 2015/16 |           |           |       |       | 5     | 4     |